# Patrick Chila
Patrick Chila (født 27. november 1969 i Paris, Frankrig) er en fransk bordtennisspiller.
Han har deltaget ved hele fem olympiske lege gennem karrieren, fra 1992 til 2008. Den bedste præstation kom ved OL i 2000 i Sydney, hvor han vandt en bronzemedalje i doublerækkerne sammen med Jean-Philippe Gatien.
Chila har desuden fire gange, i 1998, 2003, 2007 og 2008 vundet det franske mesterskab i bordtennis.

## OL-resultater
- 2000:  Bronze i doublerækkerne (med Jean-Philippe Gatien)